# Lindkremla
Lindkremla (Russula insignis) är en svampart som beskrevs av Quél. 1888. Lindkremla ingår i släktet kremlor och familjen kremlor och riskor.  Arten är reproducerande i Sverige. Inga underarter finns listade i Catalogue of Life.